# チョロQHG2
『チョロQ HG2』（チョロキュー ハイグレードツー、英題：Road Trip Adventure）は、タカラおよびアトラスより2002年1月10日に発売されたPlayStation 2用ゲームソフト。欧米版のタイトルは『Road Trip Adventure』（ロードトリップアドベンチャー）であり、チョロQと無関係なタイトルとして発売された。
ベスト盤はタカラのゲーム事業がアトラスに譲渡された関係から、アトラスから販売されている。
キャッチコピーは「新生チョロQワールド ここに誕生!! 」。

## 概要
『チョロQワンダフォー!』でチョロQシリーズに携わってきたe-gameによる作品で、HG（ハイグレード）シリーズとしては第2作となる。レース重視で街が存在しなかった前作『HG』から一転し、冒険と世界の探索に重点を置いている。
クラウドヒルを除くすべてのマップがシームレスに繋がったオープンワールド形式を採用しており、マップ上のすべての場所に直接行くことが可能である。また世界には昼夜のサイクルがあり、時間帯によって景色が変わっていくなど、当時のゲームとしては珍しい要素を盛り込んでいた。
またレースでは過去最多となる24台によるレースが実現している。ちなみにこの台数は現在もシリーズ最大で破られていない。
広大なマップやボリュームから、ファンの間でもシリーズ最高傑作との評価がなされており、Metacriticでも80点、ユーザースコアは8.9ととシリーズ最高のスコアを獲得している。

## ストーリー
クラウドヒルの大統領であるフォレストは、ある日突然ワールドグランプリの優勝者に大統領職を譲ると宣言する。これを耳にした主人公はワールドグランプリ優勝を目指し、世界各地で仲間を集めながらレースを勝ち抜いていくことになる。

## 登場人物
フォレスト
チョロQの世界を束ねる大統領。豪胆で竹を割ったような性格だが、気分屋で突拍子もないことを考えては周囲を振り回すことがある。
同じ世界観を有する続編の『チョロQHG3』にも登場し、ノイズシティのマンションに引っ越して悠々自適な生活を送っている。
ディーツ
クラウドヒル在住のチョロQ。グランプリを除く全てのレースに出場する。常にポールポジションからスタートし、首位を守り続ける高い実力の持ち主。
その実力を物語るかのように性格はかなりの自信家で、発言の随所に皮肉めいた内容を織り交ぜるなど、プライドの高さが見て取れる。一方でレースに対する態度は真摯そのものであり、「難しいからこそ走る意味がある」と考えている。そのため、格下の相手にこそ厳しいが、自分と同格だと感じた人物に対してはある程度柔らかい態度で接するようになる。
続編の『チョロQHG3』にも登場するが、レースのみの登場で本編には登場しない。
ピーオー
クラウドヒル在住のチョロQ。グランプリを除く全てのレースに出場する。ディーツに次ぐ実力の持ち主で、レースでは2番手からスタートする。
ディーツとは対照的に好青年的な性格。最近クラウドヒルに来たらしく、主人公をライバルとみなしたり、新米同士仲良くしようと口にするなど、好印象な発言が目立つ。グランプリ優勝後も大きく態度を変えることはなく、終始気のいい友人のような感覚で主人公と接する。内心ではディーツのことをあまり快く思っていない模様。
続編の『チョロQHG3』にも登場するが、レースのみの登場で本編には登場しない。
リョージ
サンドポリス出身のチョロQ。マイシティの耐久レースにのみ出場する。既にいくつもの世界を渡り歩いているが、高齢のため一つの土地に安定して教鞭を振るおうと考えている。
一定の条件を満たすことでプレイヤーの進言でマイシティに移住し、学校を建設して教師の職に就く。いついかなる時も子供達に何かを教えることを考えており、レーサーとしての誇りと教師としての誇りを併せ持っている。
続編の『チョロQHG3』にも登場するが、レースのみの登場で本編には登場しない。
ミーン
パパイヤアイランド出身のチョロQ。マイシティの耐久レースにのみ出場する。儚げな雰囲気の女性だが、元来はまっすぐな性格で、誰とでも打ち解けられるような明るい人物だった。
パパイヤアイランドでの失恋をきっかけに他の街への移住を考えるようになり、一定の条件を満たすと主人公の進言でマイシティへの移住を決意する。その後は少しずつ本来の性格である明るく人当たりの良い部分が現れるようになり、恋愛とレースの双方でまだまだ熱意を燃やそうと画策するようになる。
続編の『チョロQHG3』にも登場する。
コブラン
ピーチタウン出身のチョロQ。マイシティの耐久レースにのみ出場する。公園を作る夢を抱いており、一番の動機に「子供たちに喜んでもらいたい」ということを挙げている。
夢に対して努力しているが予算不足を嘆いており、一定の条件を満たすと主人公の進言を受けてマイシティへ移住し公園を建設する。公園を「夢」、レースを「本業」と語っており、優しく思いやりのある性格の一方、レースに対して非常にストイックな面も併せ持っていることが窺える。
続編の『チョロQHG3』にも登場するが、レースのみの登場で本編には登場しない。
ソーシー
マロンキャニオン出身のチョロQ。マイシティの耐久レースにのみ出場する。コブランと同じく公園に対して強い思い入れがあり、将来は公園の設計士を目指している。
しかし、出身地であるマロンキャニオンには公園がなく、別の街に移って自分で公園を作ろうと画策している。一定の条件を満たすと主人公の進言でマイシティに移住し、そこで公園を建設することになる。
続編の『チョロQHG3』にも登場するが、レースのみの登場で本編には登場しない。
サリー
ホワイトマウンテン出身のチョロQ。マイシティの耐久レースにのみ出場する。寒がりな性格で、穏やかな場所に移住したいと考えている。
一定の条件を満たすと主人公の進言でマイシティへの移住を決意する。その後はマイシティを住み心地の良い街と評価し、他の土地に引っ越すことはないと宣言する。
クリーン
ピーチタウン在住のチョロQ。グランプリを除く全てのレースに出場する。どのレースでも23番手からスタートし、基本的には最後方を走行している。
パパイヤアイランドから遊びに来たあるチョロQに恋をしている。その恋心を伝えるべく、川にラブレターを入れた小瓶を流したが、それが届いているのかを心配している。
続編の『チョロQHG3』にも登場するが、レースのみの登場で本編には登場しない。
ブッチ
サンドポリス在住のチョロQ。サンドポリスのトゲトゲデザートにのみ出場する。
元はタイヤ泥棒で怒りっぽい性格だったが、ロンボ警部に逮捕されてからは気弱で臆病な性格になる。
続編の『チョロQHG3』ではタイヤ職人として登場する。
リサリサ
サンドポリス在住のチョロQ。サンドポリスのキラキラパークにのみ出場する。
続編の『チョロQHG3』にも登場する。

## ゲームシステム
カスタマイズ
これまでのシリーズと同じく、プレイヤーは自分のチョロQをカスタマイズできる。ボディは150種類以上。パーツは基本的に性能を向上させるものが大半だが、ジェットタービンや飛行可能になるパーツなどのユニークなものもある。
燃料
『ワンダフォー』以来となる燃料の概念が復活している。燃料切れを起こすと速度が著しく低下するため、レースではエンジンを性能だけでなく燃費を考えた上で選定しなくてはならない。ジェットタービンを使うと燃料が速く減る。

## 地名
チョロQワールド
チョロQ達の暮らす世界。本作ではその世界のある大陸が舞台となっており、プレイヤーは自由にこの世界を探索することが可能。マップは広大だが、主要道路を道なりに進めば基本的に次の街に行けるように設計されている。
ピーチタウン
ワールド北東部に位置するヨーロッパ風の街。プレイヤーはこの街から冒険を始めることになる。名前の通り桃の木がたくさん生えており、桃は街の特産品となっている。街の中心にはラジオ局があり、ここからラジオ番組を放送している。郊外には風力発電用の風車が立ち並んでおり、街外れの道路とアイランドブリッジでフジシティと繋がっている。
フジシティ
ワールド中央部の小島に位置する江戸時代風の街。街は殿様が治めており、堀に囲まれた大きな城や神社などが存在する。街南部は高速道路の起点であり、幾つかのICを経てマロンキャニオンまで高速道路が結ばれている。
サンドポリス
ワールド南部に位置する砂漠の中の街。中心部はラスベガスのような豪華な建物が立ち並び、カジノも存在する。郊外は西部開拓時代を思わせる小さな街やピラミッドなどの遺跡群が存在する。
マイシティ
サンドポリスとフジシティの間に位置する街。プレイヤーは不動産屋から自宅をもらう代わりに、世界中からチョロQを勧誘してこの街を発展させることになる。街が発展するとビルが立ち並び、各町の文化が入り混じった街になる。また他の街には無い特別な施設や店も完成する。
マロンキャニオン
高速道路の終点に位置する渓谷の街。雄大な渓谷が一帯に広がっていて、切り立った崖の間を縫うように道が続く。中心部は山男が住んでいる家があり、マグマを利用した地下工場もある。
キノコロード
マロンキャニオンの北部に位置する森の中の集落。その名の通り、沢山のキノコが生えており、建物もキノコをモチーフにしたものが多い。
ホワイトマウンテン
ワールド北西部に位置する雪山の街。標高が高く、街一体が雪で覆われている。山の麓からは2本の川が流れ出しており、それぞれピーチタウンとマロンキャニオンにまで流れている。
パパイヤアイランド
ホワイトマウンテンの西側に浮かぶ、自然豊かな小島。南国の島のような温暖な気候で、ココナッツが名産品である。空に向かって虹の橋がかけられており、そこからクラウドヒルに行ける。
クラウドヒル
パパイヤアイランドの上空に浮かぶ虹で結ばれた街。近未来的な外見が特徴で、大統領が住んでいる街でもある。

## 海外版との相違点
- 欧州版では、表示言語を英語・フランス語・ドイツ語の3言語から選択できる。
- 北米版と欧州版では、アメリカ英語とイギリス英語の相違点は言及に値しないとして、同じ英語でもメッセージが改行されるタイミングが異なる場合がある。
- 欧州版の「マロンキャニオン」のメッセージプログラムにミスがある（セリフを話し終わった後に言う5文字の挨拶の後のプログラムに、何らかのミスがあると思われる。例えば挨拶の後に「別のチョロQのセリフを話す」→「チームに入れてくれないかと勧誘するセリフが流れる（はい・いいえの選択肢は出ない）」→「たった今話したセリフをもう一度話す（はい・いいえの選択肢は出ない）」など）。
- サーキット上などにある広告看板は、海外版のタイトルが書かれていたり、架空のものに差しか替えられたりしている。
- ラジオチャンネルは2局のみの収録。
- 「マイシティ」の「ダーヤン」が造った「どっちどっち?レース」のクリアによる景品（「Q150」と「じんせいメーター」）が、海外版では「RSマグナム」に変更されている。これは、「人生カー」と「じんせいメーター」が登場しないため[注釈 2]で、「人生ゲーム」の権利上による配慮ではないかと考えられる。「クラウドヒル」の「スチュアート」のボディは、「てんとう(Q084)」の初期カラーに変更されている。
- 人生カーの消滅により、「Q151」が海外版では「Q150」として扱われているが、ボディ上の『Vジャンプ』のスポンサーロゴや広告文は全て削除されている。これに併せてアイテム「Vジャンプ」の名前も「Magagine」に変更されている。
- ワールドグランプリの参加者（ミザルーやディディーなど）の全員の名前が、全く別の名前に変更されている。